# Isaac Rosefelt
Isaac Daniel Rosefelt (in ebraico אייזק רוזפלט‎?; Saint Paul, 3 maggio 1985) è un ex cestista statunitense con cittadinanza israeliana, professionista in Europa.

## Palmarès
- Campionato israeliano: 1

Hap. Gerusalemme: 2016-17
- Coppa di Lega israeliana: 1

Hapoel Gerusalemme: 2016